# Microsoft Windows Millennium Edition
Microsoft Windows Me ist das letzte von Microsoft veröffentlichte Betriebssystem aus der Windows-9x-Linie, das auf MS-DOS aufsetzt. Die Abkürzung Me steht für Millennium Edition (Jahrtausend-Ausgabe).

## Geschichte
Ursprünglich sollte Windows 98 das letzte Betriebssystem der Windows-9x-Linie werden; ein Nachfolger von Windows NT 5.0, dem späteren Windows 2000, sollte die NT- und 9x-Linien zusammenführen. Die Entwicklung von NT 5.0 war jedoch von massiven Verzögerungen betroffen, die auch die Veröffentlichung des Nachfolgers in weite Ferne rücken ließen. Im März 1999 organisierte Microsoft seine Unternehmensstruktur neu und spaltete vom bisherigen Windows-Team, das mit der Entwicklung von Windows 2000 beschäftigt war, ein Entwicklerteam ab, das sich auf Windows für Heimanwender konzentrieren sollte. Die Öffentlichkeit interpretierte dies zunächst als Plan, eine Version von Windows 2000 für Heimanwender zu entwickeln, aber am 7. April 1999 kündigte Microsoft völlig überraschend an, nun doch einen Nachfolger von Windows 98 zu veröffentlichen, der unter der Bezeichnung Millennium bekannt wurde. Dieser plötzliche Umschwung hatte mehrere Gründe. Die Systemanforderungen von Windows 2000 galten weiterhin als zu hoch für Heimanwender, und die Hardware- und Softwareunterstützung war nicht so gut wie bei Windows 9x. Außerdem benötigte die Zielgruppe der Heimanwender nach Ansicht der Entwickler keine der erweiterten Funktionen von Windows 2000 wie etwa einen Verzeichnisdienst, die das Betriebssystem nur aufblähten.
Kurz darauf versuchten die Entwickler, Ideen zu sammeln, die in das neue Produkt einfließen könnten. Diese resultierten in der ersten Vorversion des Betriebssystems, das am 23. Juli 1999 präsentiert wurde. Die Ziele, die sich das Entwicklerteam setzte, waren eine bessere Multimediaunterstützung, eine tiefere Einbindung in das Internet und eine einfachere Einrichtung von Heimnetzwerken. Das Produkt sollte funktionieren, ohne dass sich der Benutzer tiefer mit dem Betriebssystem beschäftigen muss.  Um dies zu gewährleisten, sollte das Betriebssystem sogenannte Aktivitätszentren (englisch Activity Center) beinhalten. Diese sollten durch eine intuitive, HTML-basierte Bedienung auch seltener benutzte Funktionen, wie das Bearbeiten von Bildern, vereinfachen. Aufgrund von Problemen mit der Einbindung dieser Aktivitätszentren in das Betriebssystem musste das Konzept jedoch verworfen werden; lediglich die Windows-Hilfe sowie die Systemwiederherstellung stellen letzte Überreste der Aktivitätszentren dar.
Im September 1999 folgte der erste Betatest des Betriebssystems. Ausführliche Berichte über das Betriebssystem lehnte Microsoft jedoch mit der Begründung ab, diese Beta-Version stelle noch nicht den Funktionsstand der Endversion dar. Dies änderte sich erst am 24. November 1999, als die zweite Beta-Version des Betriebssystems veröffentlicht wurde. Die Entwicklung stockte kurz danach, da sich die Entwickler entschieden, den TCP/IP-Protokollstapel von Windows 2000 zu portieren, was viel Zeit beanspruchte. Am 1. Februar 2000 schließlich kündigte Microsoft den endgültigen Namen des Betriebssystems, Microsoft Windows Millennium Edition, an.  Die enge Konzentrierung auf Heimanwender brachte dem Betriebssystem während der Entwicklung Kritik von zahlreichen Fachzeitschriften ein. Ursprünglich sollte das Betriebssystem nicht an MSDN-Abonnenten verteilt werden, was Microsoft aber nach Protesten änderte. Auch der NetWare-Client würde nun doch Bestandteil des Betriebssystems werden.
Am 11. April 2000 folgte ein dritter Betatest. Probleme mit dem Windows Media Player und dem Internet Explorer sorgten für Verzögerungen im Entwicklungsprozess, sodass das Entwicklungsstadium nicht wie ursprünglich vorgesehen im Mai, sondern erst am 19. Juni 2000 erreicht wurde. Die Veröffentlichung des Betriebssystems folgte am 14. September 2000. Das Betriebssystem kostete, genau wie Windows 98 zuvor, 209 US-Dollar als Vollversion und 109 USD als Upgrade-Variante. Für Benutzer von Windows 98 gab es ein Sonderangebot, sodass sie die Upgrade-Version bereits für 60 USD erwerben konnten.
Der Mainstream-Support für Windows Me lief am 31. Dezember 2003 aus. Ursprünglich sollte der Extended Support ein Jahr später enden, Microsoft verlängerte jedoch den Support von Windows Me zusammen mit Windows 98 bis zum 30. Juni 2006.

## Architektur
Microsoft behauptete anfangs, dass Windows Me, ähnlich wie die Betriebssysteme der Windows-NT-Reihe, nicht mehr auf DOS basiere. Dies stellte sich jedoch schnell als falsch heraus, wenngleich Microsoft zahlreiche Möglichkeiten, den MS-DOS-Modus aufzurufen, aus dem Betriebssystem entfernte. Das in Windows Me vorhandene MS-DOS wurde mit dem Ziel einer kürzeren Startzeit modifiziert. Die Dateien AUTOEXEC.BAT und CONFIG.SYS werden vom Betriebssystem ignoriert und nur Definitionen von Umgebungsvariablen werden ausgewertet, indem diese Einstellungen in die Windows-Registrierungsdatenbank übertragen werden. Die vormals eigenständigen Dateien HIMEM.SYS und SmartDrive wurden in die IO.SYS integriert und diese komprimiert, sodass sie schneller in den Arbeitsspeicher geladen wird. Die Windows-Registrierungsdatenbank selbst wurde ebenfalls optimiert; von den bisherigen Dateien SYSTEM.DAT und USER.DAT wurde die CLASSES.DAT abgespalten, die den Inhalt des Hive HKEY_CLASSES_ROOT enthält. So werden während des Startvorgangs nur die nötigen Teile der Registrierung geladen.
Windows Me enthält einige neue Programmierschnittstellen, die vor allem auf die Bedürfnisse von Heimanwendern abzielen. Windows Image Acquisition (WIA) dient dem automatischen Erkennen von Scannern und Digitalkameras, etwa um den Assistenten zum Einscannen eines Bildes zu starten. Auch das Versenden von Bildern per E-Mail direkt vom Scanner, ohne das Bild auf der Festplatte speichern zu müssen, ist so möglich. Über DirectPlay Voice können Spieler über ein Mikrofon direkt miteinander reden, sofern das Spiel für diese Schnittstelle programmiert wurde. Mithilfe von Universal Plug and Play (UPnP) können kompatible Geräte vom Betriebssystem aus konfiguriert werden.

## Beschreibung
Bereits beim ersten Start des Betriebssystems wird ein Assistent geladen, der den Benutzer durch die ersten Schritte der Einrichtung des Betriebssystems führt. Die Figur Merlin (optional abschaltbar), ein Zauberer aus Microsoft Agent, dient während dieses Prozesses als Hilfefunktion. Neben einem Tutorial zur Benutzung der Maus sind dies insbesondere die Regionseinstellungen und die Eingabe des Lizenzschlüssels. Danach geht der Startprozess nahtlos in einen Willkommensbildschirm über, der die neuen Funktionen von Windows Me vorstellt.
Die Benutzeroberfläche von Windows Me entspricht größtenteils dem Windows-2000-Pendant. Windows Me enthält den Internet Explorer 5.5 sowie den Windows Media Player 7.0, der sich stark von der vorherigen Version unterscheidet. Neu ist der Windows Movie Maker, ein einfaches Videoschnittprogramm, mit dem Videos aufgenommen und bearbeitet werden können. Aus Plus! für Windows 98 übernommen wurde die Funktion Komprimierte Ordner, die ZIP-Dateien auch ohne Programme von Drittherstellern unterstützt.  Zu den Spielen wurden, neben dem ebenfalls aus Plus! stammenden Spiel Spider Solitär sowie dem Spiel 3D Pinball: Space Cadet aus Plus! für Windows 95 einige simple Online-Spiele hinzugefügt, die nur im Internet gespielt werden können und danach auch in Windows XP übernommen wurden. Ein neuer Assistent erleichtert das Einrichten eines Heimnetzwerkes. Die Hilfefunktion wurde in Windows Me komplett überarbeitet, sie vereint nun die Hilfedateien aller Windows-Bestandteile und erlaubt auch das Stellen von Supportanfragen über das Internet.
Ähnlich wie Windows 2000 enthält Windows Me die Systemdateiüberprüfung, die wichtige Systemdateien des Betriebssystems überwacht und diese durch Sicherungskopien ersetzt, wenn sie verändert oder gelöscht werden. Die neu eingeführte Systemwiederherstellung sichert in regelmäßigen Abständen, wenn Anwendungen installiert werden oder auf Wunsch des Benutzers die wichtigsten Dateien des Betriebssystems und erlaubt im Bedarfsfall die Wiederherstellung auf einen früheren Stand. Sie ersetzt das ältere Programm Microsoft Backup, welches dennoch auf der Windows Me-CD vorhanden ist. Über die neue Funktion Automatische Updates kann das Betriebssystem automatisch auf dem neuesten Stand gehalten werden.

## Systemvoraussetzungen
Die Mindestvoraussetzungen zur Installation von Windows Me sind ein Intel-Pentium-Prozessor mit 150 MHz, 32 MB Arbeitsspeicher, 320 MB freier Festplattenspeicher, ein CD-ROM-Laufwerk sowie ein Diskettenlaufwerk, eine VGA-kompatible Grafikkarte und eine Soundkarte mitsamt Lautsprecher. Neben der Vollversion war auch eine Upgrade-Version erhältlich, mit der ein bestehendes Windows 95 oder Windows 98 auf Windows Me aktualisiert werden konnte.

## Resonanz

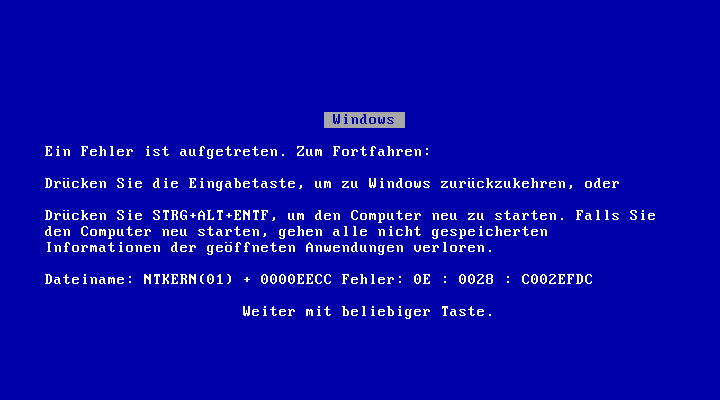
Der Blue Screen of Death erschien unter Windows Me häufiger als in Windows 98...

Die Resonanz auf Windows Me war zunächst gemischt. Es wurde bemängelt, dass zahlreiche Neuerungen von Windows Me, wie etwa der neue Internet Explorer, auch für ältere Betriebssysteme verfügbar seien, wodurch es weniger Anreize für eine Aktualisierung des Betriebssystems gäbe. Kritisiert wurde zudem die Tatsache, dass sich der Windows Media Player und der Movie Maker nicht deinstallieren ließen, und das obwohl genau zu dieser Zeit Microsoft rechtliche Konsequenzen wegen Ausnutzung seiner Monopolstellung im Browserkrieg drohten.
Bald nach der Veröffentlichung jedoch kippte die Meinung stark ins Negative, denn zahlreiche Fehler im Betriebssystem brachten Windows Me einen schlechten Ruf ein. Bereits am Tag der Veröffentlichung wurde eine Sicherheitslücke bekannt, durch die Windows Me zum Absturz gebracht werden konnte. Vor allem Instabilität und Kompatibilitätsprobleme mit Anwendungen und Treibern sorgten für Unmut bei den Anwendern. Aber auch neue Funktionen von Windows Me waren von den Fehlern betroffen; die Systemwiederherstellung etwa stellte aufgrund eines Fehlers ihren Dienst nach dem 8. September 2001 ein, sodass neuere Wiederherstellungspunkte nicht mehr funktionierten.